# Intruso
Pour plus de détails, voir Fiche technique et Distribution.
Intruso est un film espagnol réalisé par Vicente Aranda, sorti en 1993.

## Synopsis
Dans leur jeunesse, trois amis étaient inséparables. Luisa a fini par se marier avec Ángel avant de divorcer et d'épouser Ramiro deux ans plus tard. Après dix ans passés en Amérique du Sud, Ángel revient en Espagne, ruiné et malade.

## Fiche technique
- Titre : Intruso
- Réalisation : Vicente Aranda
- Scénario : Álvaro del Amo, Vicente Aranda et Pedro Costa
- Musique : José Nieto
- Photographie : José Luis Alcaine
- Montage : Teresa Font
- Production : Enrique Cerezo, Pedro Costa et Carlos Vasallo
- Société de production : Antena 3 Televisión, Atrium Productions, Pedro Costa Producciones Cinematográficas et Promociones Audiovisuales Reunidas
- Pays :  Espagne
- Genre : Drame et romance
- Durée : 86 minutes
- Dates de sortie : 
  -  Espagne : 3 septembre 1993

## Distribution
- Victoria Abril : Luisa
- Imanol Arias : Ángel
- Antonio Valero : Ramiro
- Alicia Rozas : Ángela
- Carlos Moreno : Ramirín
- Rebeca Roizo : Luisa enfant
- Naim Thomas : Ángel enfant
- Alejandro Sánchez : Ramiro enfant
- Alicia Agut : Juliana
- Eufemia Román : Araceli
- Susana Buen : le médecin
- Rosa Casuso : Juana
- Luis Oyarbide

## Distinctions
Le film a été nommé pour cinq prix Goya.